# Shō Naruoka
Shō Naruoka (jap. 成岡 翔 Naruoka Shō; ur. 31 maja 1984) – japoński piłkarz. Obecnie występuje w Albirex Niigata.

## Kariera klubowa
Od 2003 roku występował w klubach Júbilo Iwata, Avispa Fukuoka i Albirex Niigata.

## Kariera reprezentacyjna
W 2003 roku Shō Naruoka zagrał na Mistrzostwach Świata U-20.